# Misumenops rubrodecoratus
Misumenops rubrodecoratus es una especie de araña cangrejo del género Misumenops, familia Thomisidae. Fue descrita científicamente por Millot en 1942.

## Distribución
Esta especie se encuentra en África.